# Sphaerodoridium simplex
Sphaerodoridium simplex är en ringmaskart som beskrevs av Amoureux, Rullier och Fishelsohn 1978. Sphaerodoridium simplex ingår i släktet Sphaerodoridium och familjen Sphaerodoridae. Inga underarter finns listade i Catalogue of Life.